# ジェフ・ブラトニック
ジェフ・ブラトニック（Jeff Blatnick、1957年7月26日 - 2012年10月24日 ）は、アメリカ合衆国のレスリング選手、スポーツ解説者。ニューヨーク州ニスカユナ出身。ロサンゼルスオリンピックのレスリング・グレコローマン110kg超級金メダリスト。Mixed Martial Arts（ミクスド・マーシャル・アーツ、略称MMA）の名付け親とされている人物。

## 人物
レスリング選手としてNCAAのディビジョンIIで2度優勝を飾り、その後癌に侵されるが克服して1984年にロサンゼルスオリンピックで金メダルを獲得した。
レスリング引退後は、UFCコミッショナーとして総合格闘技を禁止していた州のアスレチック・コミッションを啓蒙して回り、総合格闘技の認可に献身した功労者で、ルール整備を進めるなど総合格闘技の礎を築いた。
総合格闘技が当時アメリカでNo Holds Barred（ノー・ホールズ・バード、略称NHB）と呼ばれていたものをMixed Martial Arts（ミクスド・マーシャル・アーツ、略称MMA）と改称した人物とされている。
ニューヨーク州のニスカユナには、ブラトニックの名前から名付けられた「ブラトニック・パーク」という市営公園がある。

## レスリング
1973年に高校時代にレスリングを始め、1975年にニューヨーク州のヘビー級王者になる。高校を卒業後はマサチューセッツ州の大学に進学、NCAAのディビジョンIIで1978年と1979年に優勝して、オールアメリカンに3度選出された。そして、1980年のモスクワオリンピックの代表に選ばれるが、アメリカが参加をボイコットしたため出場は叶わなかった。
1982年にホジキンリンパ腫と診断され脾臓と虫垂を摘出する。
放射線療法で癌が寛解した後、レスリングに復帰をして1984年にロサンゼルスオリンピックのレスリング・グレコローマン110kg超級で金メダルを獲得。チームメイトのスティーブ・フレイザーと共にオリンピックのレスリング・グレコローマンで金メダルを獲得した初めてのアメリカ人選手となる。しかし癌が再発してしまい化学療法が必要になったことでレスリングを引退した。
1988年のソウルオリンピックではテレビ解説者を務めた。

## 総合格闘技
UFC 17からUFCのコミッショーナーに就任。レフェリーのジョン・マッカーシーやマッチメイカーのジョー・シルバの助力を得て、総合格闘技のルール整備やジャッジの採点基準整備に取り組んだ。また、総合格闘技を禁止していた州のアスレチック・コミッションで総合格闘技の啓蒙を行い、総合格闘技に対する認識を改めるために各地を回る活動も行った。
ブラトニックのそうした活動が実を結び、2000年9月に総合格闘技が（総合格闘技がルールなどが整備されるようになって以降）アメリカで初めてニュージャージー州で認可された。
1994年（UFC 4）から2001年（UFC 32）まではUFCの解説者も務めた。
UFCがズッファに買収されるとUFCを離れ、総合格闘技のジャッジとして活動した。
2012年10月24日、心臓手術の合併症で死去。晩年はニューヨーク州の高校のレスリングコーチを務めていた。
2015年7月11日、UFC殿堂の功労者部門で殿堂入り。

## 表彰
- UFC 殿堂入り 功労者部門（2015年）